# ریورتون (وایومینگ)
ریورتون(به انگلیسی: Riverton) شهری در ایالت وایومینگ کشور ایالات متحده آمریکا است که جمعیت آن در سرشماری سال ۲۰۱۰ میلادی، ۱۰٬۶۱۵ نفر بوده‌است.